# Barajul Kricim
Barajul Kricim este situat în Bulgaria. A fost construit în anul 1970 pe râul Văcea.